# Gryllita arizonae
Gryllita arizonae är en insektsart som beskrevs av Morgan Hebard 1935. Gryllita arizonae ingår i släktet Gryllita och familjen syrsor. Inga underarter finns listade i Catalogue of Life.